# Szőke Annamária
Szőke Annamária, Cipăianu (Kolozsvár, 1945. január 31. – Kolozsvár, 2004. március 26.) erdélyi magyar muzeológus.

## Életútja, munkássága
Szülővárosában érettségizett (1962), és a BBTE Történelem–Filozófia Karán államvizsgázott, majd ezen belül mediavisztikából szerzett szakképesítést (1967). Utóbb különféle továbbképző tanfolyamokon (a kulturális örökség védelme, középkori ikonográfia, stb.) vett részt. 1970-től haláláig a kolozsvári Erdélyi Nemzeti Történelmi Múzeum alkalmazottja volt, muzeológus, 1987-től főmúzeumőr, 1997-től igazgatóhelyettes.
Érdeklődésének fő iránya a középkori erdélyi díszítőművészet. Közép-európai körökben a viselettörténet elismert szaktekintélyeként tartották számon. Szívén viselte a múzeum gondjaira bízott kulturális örökség sorsát, s azt minél szélesebb rétegekkel igyekezett megismertetni. Az egykori szőtteseket, hímzéseket, varrottasokat bemutató helyi kiállításokat szervezett, és részt vett több iparművészeti tárlat rendezésében. Szerepet vállalt nemzetközi kiállítások szervezésében, katalógusok összeállításában (Fényesebb a láncnál a kard. Budapest, 1998; Lorántffy Zsuzsanna album. Sárospatak, 2000). Tanulmányait főképp a múzeum román nyelvű folyóiratában (Acta Musei Napocensis) közölte.